# 참마죽
〈참마죽〉(일본어: 芋粥 이모가유[*])은 아쿠타가와 류노스케가 1916년에 발표한 단편소설이다. 잡지 신소설 9월호에 발표되었다. 《우지슈이 이야기》의 수록작을 소재로 한 것이다.

## 줄거리
헤이안 시대 간교~닌나(877~889) 연간에 오위(五位, 하급 관직의 하나) 아무개가 있었다. 오위는 외모가 볼품없어 사람들로부터 무시와 심한 놀림을 받았지만 본인은 매양 무덤덤하게 받아넘기는 인간이었다. 그런 그가 단 하나 열광하는 것이 있었는데, 매년 신년회 때마다 마죽을 먹는 것이었다.
어느 신년회 날 오위는 마죽을 조금 얻어 먹었는데 양이 너무 적어 질리도록 먹고 싶다고 푸념을 하였다. 그 말을 들은 하급 가신 후지와라 도시히토(藤原利仁)가 오위에게 마죽을 질리도록 먹게 해주겠다고 제안하였고 오위는 승낙하였다. 며칠 뒤 도시히토는 정말로 오위를 데리고 길을 떠난다. 그런데 어디까지 가는지는 알려주지 않다가 결국 하루 걸려 쓰루가의 저택까지 오위를 끌고 가게 된다. 가던 길에 도시히토는 여우 한 마리를 붙잡아 저택으로 먼저 가서 손님 맞을 준비를 하라고 명령하였는데, 저택에 도착하니 정말로 여우가 나타나 도시히토의 말을 전달했다 하였다. 그날 밤 오위는 저택에 머무르며 그렇게도 원했던 마죽을 너무 쉽게 먹게 되는 것에 불편함을 느낀다.
다음날 아침 오위는 엄청난 양의 마죽을 대접받지만 오히려 먹고 싶지 않아 한다. 그러나 도시히토의 명령이기에 억지로 먹는다. 어제의 여우가 다시 나타나자 도시히토는 여우에게도 마죽을 준다. 오위는 마죽을 간절히 그리던 과거의 자신을 그리워 한다.